# Secret (singel OMD)
"Secret" – utwór angielskiego zespołu synthpopowego OMD, wydany na szóstej studyjnej płycie Crush. 8 lipca 1985 został wydany jako drugi singiel z tejże płyty. Twórcą tekstu jest Stephen Hague.

## Lista utworów
- 7": Virgin / VS 796 (UK)

1. "Secret" - 3.54
2. "Drift"

- 12": Virgin / VS 796-12 (UK)

1. "Secret (Extended Mix)" - 6.14
2. "Drift"

## Pozycje na listach przebojów
| Lista (1985)           | Najwyższa pozycja |
| ---------------------- | ----------------- |
| UK Singles Chart       | 34                |
| U.S. Billboard Hot 100 | 63                |